# Хейлиген, Йос
Йос Хелиген (нидерл. Jos Heyligen; род. 30 июня 1947, Ham, Лимбург) — бельгийский футболист, игравший на позиции полузащитника, и тренер.

## Клубная карьера
Профессиональную карьеру начал в 1964 году за команду «Дист», выступавшую во втором дивизионе. В 1970 году вместе с клубом он поднялся в высшую лигу и продолжал играть там до 1972 года.
Своей игрой за эту команду привлёк внимание представителей тренерского штаба клуба «Беерсхот», в состав которого присоединился в 1970 году. Отыграл за команду из Антверпена следующие два сезона своей карьеры.
В 1972 году заключил контракт с клубом «Антверпен», в составе которого провёл следующие три года своей карьеры игрока. Большинство времени был основным игроком команды.
С 1975 года четыре сезона защищал цвета клуба «Тор Ватерсхей» и в 1980 году выиграл с командой Кубок Бельгии, забив в финале решающий гол в ворота «Беверен» (2:1).
В течение 1979—1980 годов защищал цвета клуба «Беринген», а завершил игровую карьеру в команде «Винтерслаг», за которую выступал в течение 1980—1983 годов.

## Карьера за сборную
18 апреля 1973 года дебютировал за национальную сборную Бельгии в товарищеском матче против сборной ГДР (3:0).
В составе сборной был участником чемпионата Европы 1980 года в Италии, где вместе с командой завоевал серебро, но на поле на турнире не выходил.
Свой второй и последний матч за сборную сыграл 15 октября 1980 в отборочном турнире чемпионата мира 1982 против сборной Ирландии (1:1), выйдя в конце игры.

## Карьера тренера
После завершения карьеры футболиста возглавлял несколько любительских клубов, а в 1991 году возглавил тренерский штаб клуба «Дист».
В 1992 году он начал работать в «Вестерло», который в то время играл в третьем дивизионе. Команда заняла первое место и была повышена до второго дивизиона, но Хейлиген перешел в «Ломмел», только что вышедший в первый дивизион. Он тренировал команду в течение двух сезонов и вернулся в «Вестерло» в 1996 году, игравший во втором дивизионе. Он сразу стал чемпионом с клубом, а затем оставался тренером еще два сезона в высшем дивизионе.
В 1999 году стал главным тренером команды «Генк», но после зимнего перерыва Хейлиген был уволен и заменён Йоханом Боскампом.
В 2000 году Хейлиген возглавил «Вербродеринг», игравший во втором дивизионе, и продолжал тренировать команду в течение двух сезонов, после чего вернулся в «Ломмел», но клуб был исключен из высшего дивизиона из-за финансовых долгов. В дальнейшем Хейлиген продолжил работать с клубами низших дивизионов, а последним местом тренерской работы был клуб четвертого дивизиона «Авербоде», главным тренером которого Йос был с 2011 по 2014 года.

## Достижения

### «Тор Ватерсхей»
- Обладатель Кубка Бельгии: 1979/80